# Шпехтензее
Шпехтензее (нім. Spechtensee) — озеро біля південного підніжжя Мертвих Гір в Австрії у комуні Пюрг-Траутенфельс. На березі озера розташована туристична хатина, що належить Австрійському туристичному клубу.

## Флора і фауна
На східній стороні озера знаходиться верхове болото (нім. Schwingrasen), що поступово переходить у відкриті озерні води. Існує ще одне велике верхове болото на західному березі озера. У південній частині озера цвіте біле латаття. Тут розводять американських сигнальних раків (Pacifastacus leniusculus). У Шпехтензее також розводяться кумжа і пструг райдужний, а також лин, краснопірка, плітка, головень європейський і щука.